# Triton X-100
Triton X-100 – niejonowy surfaktant, eter polimeru glikolu polietylenowego (PEG) i p-tert-oktylofenolu. Grupa polioksyetylenowa jest domeną hydrofilową, a grupą hydrofobową (lipofilową) jest węglowodorowy podstawnik wraz z pierścieniem fenolowym – grupa 4-(1,1,3,3-tetrametylobutylo)-fenylowa. Należy on do rodziny detergentów typu Triton X.
Triton X-100 to zarejestrowana nazwa handlowa firmy Union Carbide zakupiona od Rohm & Haas Co.
Jest bezbarwnym lub lekko żółtawym, przezroczystym płynem, w temperaturze pokojowej dość lepkim, nieco gęstszym od wody i doskonale w niej rozpuszczalnym.
Jako doskonały, obojętny chemicznie detergent, Triton X-100 znajduje zastosowanie w biologii molekularnej i biochemii. Używa się go do lizy błon komórkowych oraz do izolacji białek błonowych z zachowaniem ich stanu natywnego. Triton X-100 znajduje też zastosowanie w procesie odwrotnym do izolacji białek błonowych – rekonstytucji. Jako względnie tani detergent o dobrych właściwościach jest używany wszędzie tam, gdzie wymagana jest obecność detergentu – na przykład w buforach odmywających podczas procedury western blot.
Stosowany także jako łagodny środek czyszczący.
Produkty handlowe o zbliżonej strukturze oferowane przez inne firmy to Nonidet P-40 (już nie produkowany, n=9) lub Igepal CA-630. Igepal jest mniej hydrofilowy niż Triton X-100 i w większości zastosowań nie może być swobodnie stosowany jako zamiennik.
Pod nazwą Octoxynol-9 Triton X-100 stosowany był jako środek plemnikobójczy w postaci dodatków do żeli, pianek itp., a także jako dodatek do środków kosmetycznych (w roli detergentu). W 2002 roku wycofany z rynku amerykańskiego po tym, jak producenci nie zdołali zastosować się do nowych procedur testowych zalecanych przez FDA, jakkolwiek sam środek jest bezpieczny i w dalszym ciągu jest używany poza USA.